# François-Xavier Lesbre
Pour les articles homonymes, voir Lesbre.
François-Xavier Lesbre est un vétérinaire, anatomiste et anthropologue français, né à Ébreuil (Allier) le 12 mars 1858 et mort à Lyon le 26 janvier 1942. Il a été directeur de l'École vétérinaire de Lyon et membre correspondant de l'Académie des sciences.

## Biographie
Il est chef de travaux, puis professeur d'anatomie à l'École vétérinaire de Lyon, avant d'en devenir directeur.
Il est considéré comme l'un des principaux représentants de la tératologie animale moderne.
Après avoir été lauréat de l'Académie des sciences, de l'Académie nationale de médecine et de l'Académie d'agriculture, il fut élu correspondant national de l'Académie nationale de médecine en 1920 et en devint associé national en 1933. Le 7 juin 1937, il fut élu à l'Académie des sciences, dans la section d'économie rurale. Il fut également membre de l'Académie des sciences, belles-lettres et arts de Lyon de 1913 à 1942.
Il est enterré au cimetière d'Ébreuil (Allier), sa ville natale.
François-Xavier Lesbre est le père du professeur Michel Lesbre (1908-1999), professeur de chimie organique à l'Université Toulouse-III-Paul-Sabatier et fondateur du Laboratoire Hétérochimie fondamentale et appliquée de l'Institut de chimie de Toulouse.

## Œuvres et publications
- Des muscles pectoraux dans la série des mammifères domestiques, détermination de leurs homologies avec ceux de l'homme, réforme de leur nomenclature, [s.n.], 1891, lire en ligne sur Gallica.
- Des muscles pectoraux dans la série des mammifères domestiques, détermination de leurs homologies avec ceux de l'homme, réforme de leur nomenclature, A. Rey (Lyon), 1892, lire en ligne sur Gallica.
- Observations sur les mâchoires et les dents des Solipèdes, Rey, 1892, 42 p.
- Discours de fin de présidence à la société d'anthropologie de Lyon, Rey, 1896, 7 p.
- Étude anatomique d'un veau iniodyme, Rey, 1896, 15 p.
- Essai de myologie comparée de l'homme et des mammifères domestiques, en vue d'établir une nomenclature unique et rationnelle, Rey, 1897, 179 p.
- L'ossification du squelette des mammifères domestiques, Rey, 1897, 106 p.
- Recherches anatomiques sur le zébu comparativement au bœuf domestique, Rey, 1900, 32 p.
- Étude d'un agneau déradelphe, Alcan, 1901, 25 p.
- Études sur le phénomène de la descente des testicules, Rey, 1903, 32 p.
- Recherches anatomiques sur les camélidés, H. Georg, 1903, 195 p.
- Éléments d'histologie et de technique microscopique, [avec la collaboration de V. Ball, E. Forgeot, G. Marotel et A. Rabieaux], (2e édition du "Cours élémentaire d'anatomie générale" de S. Arloing, revisé et publié par F.-X. Lesbre.], Asselin et Houzeau (Paris), 1903, lire en ligne sur Gallica.
- Étude d'un veau anoure, hermaphrodite et dépourvu d'anus, Lagarde, 1905, 5 p.
- Anomalies multiples chez un veau, Douladoure, 1905, 10 p.
- Précis d'extérieur du cheval et des principaux mammifères domestiques, Asselin et Houzeau, 1906, 453 p.
- Un cas de dystocie chez la vache provoquée par la dérodymie du veau: étude anatomique de ce veau, Rey, 1907, 10 p.
- L'innervation motrice du crico-thyroïdien: effets moteurs sur le larynx de l'excitation unilatérale du récurrent, Maretheux, 1908, 5 p.
- Contribution à la physiologie de la branche externe du spinal: innervation des muscles sterno-mastoïdien, cléido-mastoïdien et trapèze, Masson, 1908, 16 p.
- Étude sur la notomélie: rapports avec la mélomélie et la pygomélie, Rey, 1908.
- Sur les annexes fœtales du porc, Rey, 1910, 12 p.
- La glande interstitielle de l'ovaire et les corps jaunes au point de vue physiologique, Rey, 1911, 9 p.
- Tête osseuse d'un bœuf bicéphale, Rey, 1912, 3 p.
- Quelques anomalies vertébrales, Rey, 1914, 18 p.
- Éloge du bâtonnier Edouard de Villeneuve, Rey, 1918, 3 p.
- Hybrides, hybridité et hybridation considérés principalement dans le règne animal, A. Rey (Lyon), 1921, lire en ligne sur Gallica.
- Traité de tératologie de l'homme et des animaux domestiques, Vigot, 1927, 342 p.

En collaboration
- avec Eugène-Henri Forgeot:  Étude des circonvolutions cérébrales dans la série des mammifères domestiques, comparaison avec l'homme, A. Rey (Lyon), 1904, lire en ligne sur Gallica.
- avec Auguste Chauveau, Saturnin Arloing : Précis d'anatomie comparée des animaux domestiques, Baillière, 1922.

## Hommages
Le musée Lesbre-Tagand, du nom de ses créateurs François-Xavier Lesbre et Richard Tagand se trouve dans l'École nationale vétérinaire de Lyon et a été inauguré en 1984.